# Syntagma
Syntagma (z gr. σύνταγμα) – fraza, grupa słów, gramatycznie i syntaktycznie powiązanych, które mogą stanowić część zdania (np. podmiot, przydawka, orzeczenie) lub też samodzielnie tworzą zdania oraz równoważniki zdań. Termin ten został wprowadzony przez Ferdinanda de Saussure’a.
Syntagma składa się ze słowa głównego i pozostałych elementów, które są mu podporządkowane. Dla frazy nominalnej słowem głównym jest rzeczownik.